# Алан Роско
Алан Роско (англ. Alan Roscoe; 23 серпня 1886 — 8 березня 1933) — американський актор кіно доби німого кіно та перших років звукового кіно.
Загалом у період часу з 1915 по 1933 рік знявся у 108 фільмах.
Був одружений з зіркою фільму «Останній з могікан» Барбарою Бедфорд.
Помер 8 березня 1933 року та був похований на цвинтарі Форест-Лоун—Глендейл.

## Вибрана фільмографія
- 1920 — Останній з могікан / The Last of the Mohicans
- 1921 — Остання карта / The Last Card
- 1927 — Довгі штани
- 1928 — Сучасні матері
- 1928 — Сплавний ліс
- 1929 — Закоханий волоцюга
- 1930 — Половина пострілу на світанку
- 1931 — Чортові пірнальники / Hell Divers